# Quinley Quezada
Quinley Quezada, née le 7 avril 1997 à Rosemead aux États-Unis, est une footballeuse internationale philippine. Elle joue au poste de milieu de terrain ou d'attaquante.

## Biographie

### Formation et débuts
Quinley Quezada naît le 7 avril 1997 à Rosemead, en Californie, aux États-Unis de Raul et Ruth Quezada. Elle commence sa carrière au FC Golden State où elle joue pendant deux saisons. Ensuite, elle joue pour le LA Premier FC pendant les trois saisons suivantes. Quezada était une finisseuse prolifique, marquant plus de 180 buts au cours de sa carrière dans les équipes de jeunes[réf. nécessaire]. Elle étudie à la Rosemead High School, où elle joue au soccer, au cross country et à l'athlétisme.
En 2015, Quezada commence à fréquenter l'Université de Californie à Riverside et à faire partie de l'équipe de soccer des Highlanders. Elle est nommée membre de la première équipe All League pour les saisons 2011 et 2015. Elle reçoit le prix de joueuse offensive de l'année de la Mission Valley League en 2011 et 2015, ainsi qu'athlète féminine de l'année.

### En club
En 2020, Quezada joue pour Xinbei Hangyuan en Ligue de football Mulan de Taïwan.
Après son court passage à Taiwan, elle s'engage avec le Legends FC en Women's Premier Soccer League.
En milieu d'année 2021, Quezada s'engage avec le JEF United Chiba en WE League. Elle fait ses débuts pour ce club le 2 octobre 2021, et est la première Philippine à jouer un match de WE League. Remplaçante, elle entre en jeu à la 82e minute lors d'une défaite 0-3 de son équipe contre Tokyo Verdy Beleza.
En juin 2022, la footballeuse signe avec l'Étoile rouge de Belgrade en SuperLiga.

### En sélection

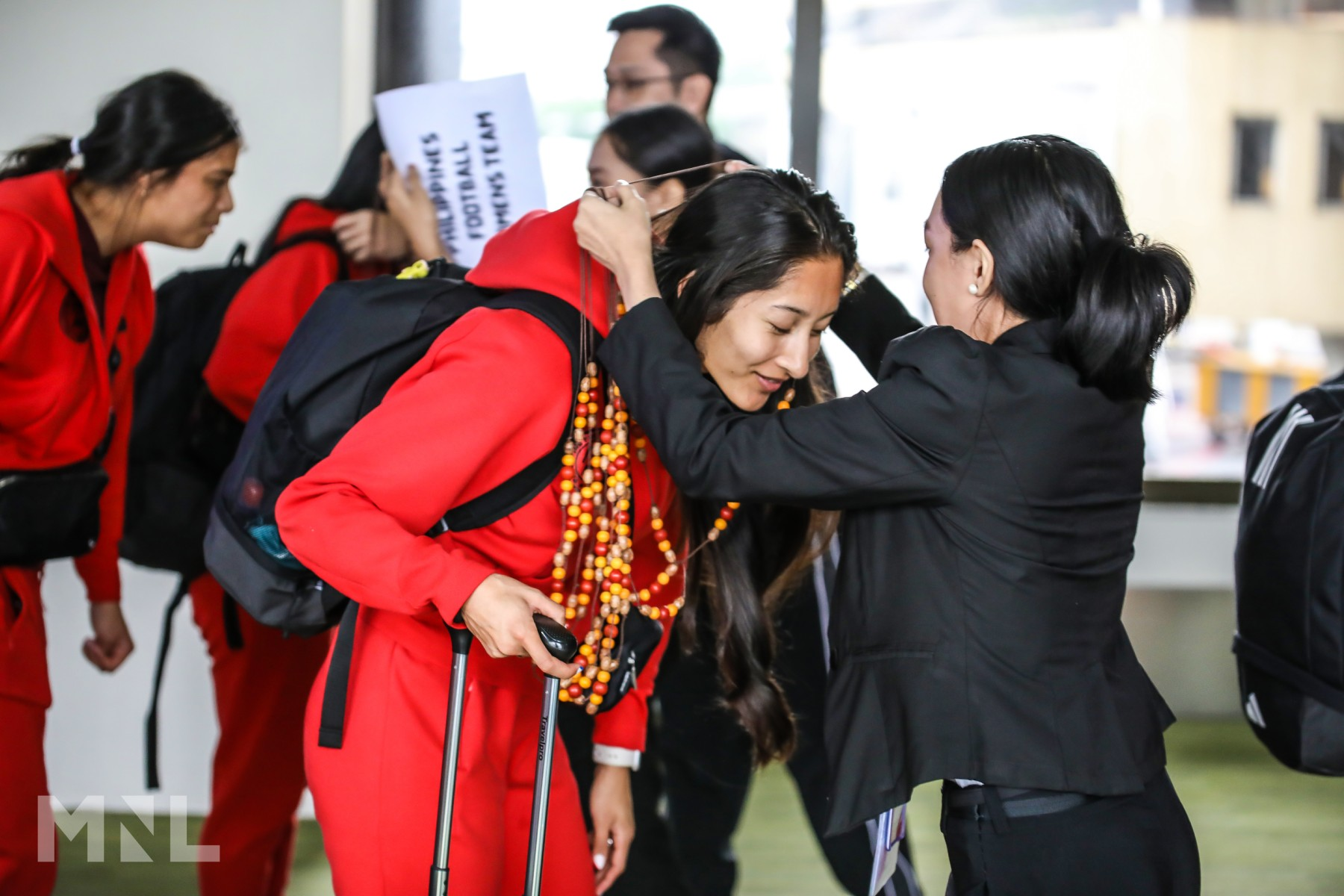
Quezada à son arrivée à Manille après la Coupe du Monde Féminine de la FIFA 2023

Lors de la Coupe d'Asie 2018, Quezada fait partie des joueuses de l'équipe des Philippines qui participent au tournoi. Cela signifie que Quezada est la première joueuse de football féminin des UC Riverside Highlanders à faire partie d'une équipe nationale pour les éliminatoires de la Coupe du monde. Quezada est titulaire lors des quatre matchs de l'équipe : les trois matchs de groupe contre la Jordanie, la Chine, la Thaïlande et le match pour la 5e place contre la Corée du Sud.
Quezada fait également partie de l'équipe des Philippines pour le Championnat d'Asie du Sud-Est 2018. Elle ne dispute pas la première rencontre contre la Birmanie, car elle se remettait d'une blessure mineure subie pendant le camp d'entraînement, où l'équipe perd 0-4. Lors du deuxième match, Quezada remplace Eva Madarang à la 60e minute lors d'une victoire 3-0 contre Singapour, où elle marque son premier but international à la 77e minute. Lors du troisième match contre le Viêt Nam, Quezada entre en jeu à la 45e minute. Lors du quatrième et dernier match du tournoi contre l'Indonésie, la footballeuse commence la rencontre et inscrit le dernier but du match dans les arrêts de jeu pour aider l'équipe à obtenir un match nul 3-3 après que l'équipe a pris une avance de 2-0 à la mi-temps mais a ensuite concédé 3 buts consécutifs en seconde mi-temps.
Elle fait partie de l'équipe des Philippines qui participe à la Coupe d'Asie 2022 en Inde. La joueuse est incluse dans l'équipe qui dispute le match historique des quarts de finale contre Taipei chinois, qui se solde par une séance de tirs au but après un match nul 1-1. L‘équipe termine sa campagne par une défaite 0-2 contre la Corée du Sud en demi-finale. En conséquence, les Philippines sont qualifiées pour la première fois de leur histoire pour une Coupe du monde.

## Palmarès
Équipe des Philippines
- Jeux d'Asie du Sud-Est (1) :
  - Troisième : 2021.
- Championnat d'Asie du Sud-Est (1) :
  - Vainqueure : 2022.